# Libnotes (Libnotes) depicta
Libnotes (Libnotes) depicta is een tweevleugelige uit de familie steltmuggen (Limoniidae). De soort komt voor in het Australaziatisch gebied.